# Петровская аллея (Санкт-Петербург)
Петро́вская алле́я — аллея в Приморском районе Санкт-Петербурга. Идёт от северного побережья Невской губы до Лахтинского проспекта.

## История

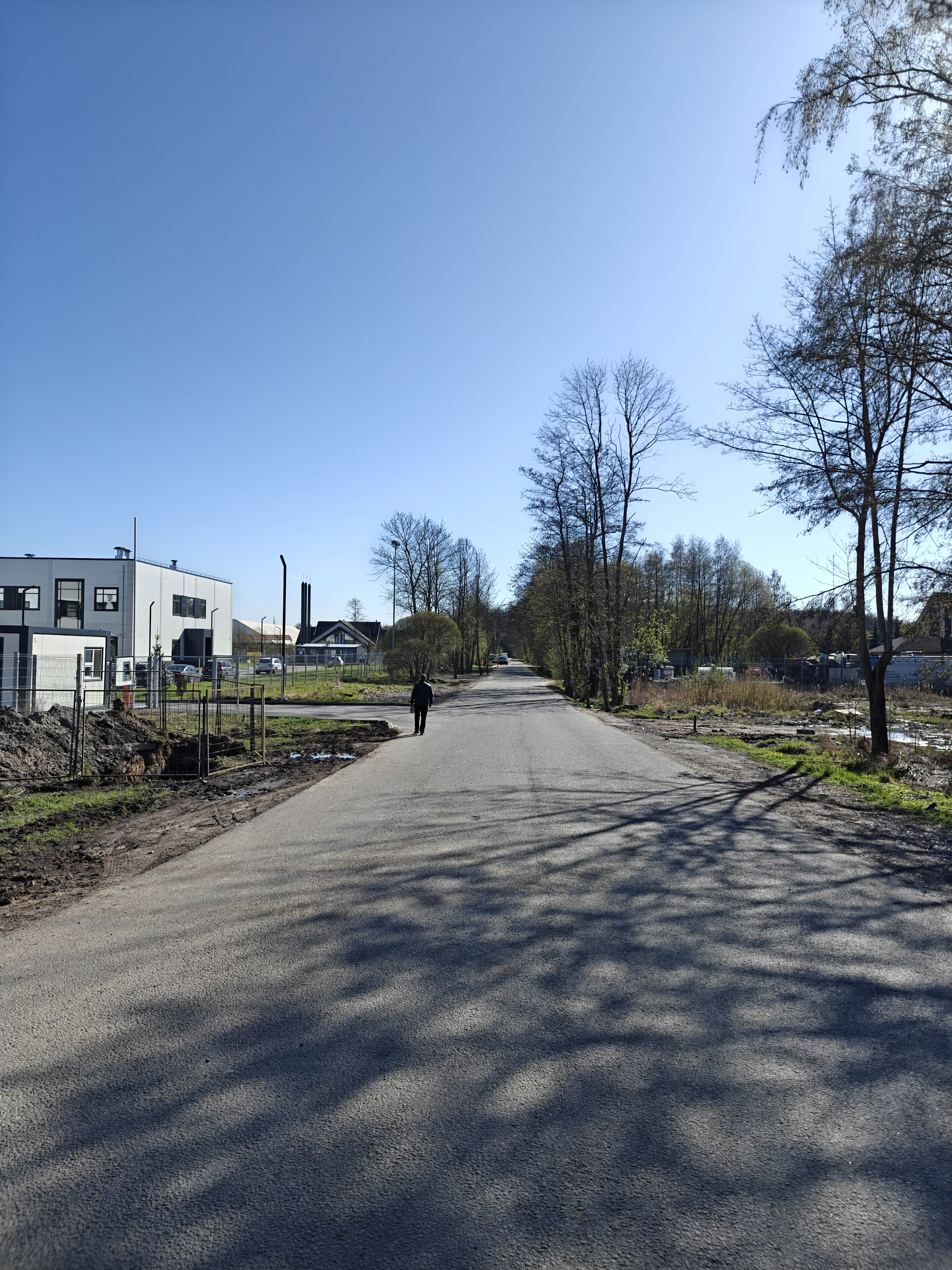
Петровская аллея, общий вид

22 мая 2002 года Петровская аллея получила своё нынешнее название.
Прежде аллея условно именовалась Жилой улицей № 7.

## Магистрали
Петровская аллея пересекается со следующими магистралями:
- Соловьиная улица
- Лахтинский проспект[2][5]

## Достопримечательности
Около Петровской аллеи находятся:
- Северное побережье Невской губы
- Церковь святого апостола Петра[2]
- Бывшая усадьба Стенбок-Ферморов с парком[6]

## Транспорт
- Метро:

- Ближайшая станция — «Старая Деревня» — на расстоянии около 6,25 км на восток

- Автобусы:

- Остановка «Больница» (на Лахтинском проспекте): № 101, 112, 120, 211, 216, 216А, 303, 600